# Josef Šafařík (salesián)
Josef Pavel Šafařík (24. února 1906, Hostivice – 9. července 1987, Piura) byl český římskokatolický kněz a salesiánský misionář, který většinu svého života zasvětil misiím v Peru.

## Život
Josef Šafařík se narodil  24. února 1906 jako třetí dítě manželů rolníka Štěpána Šafaříka (1873–1918) a Marie roz. Javůrkové (1877–1919). Vyrůstal společně se šesti sourozenci Annou (1902–1961), Františkem (1904–1969), Alžbětou (1908–1985), Zdeňkou (1910–1978), Miladou (1912–2001) a Marií (1913–2003) v Hostivici čp. 20 až do roku 1919, kdy v krátké době zemřeli oba jejich rodiče. O děti se jednotlivě postarali různí příbuzní, Josef tak byl vychováván s Annou v Tuchoměřicích.
Josef pak vystudoval v letech 1920–1924 v Praze reálné gymnázium, když odmaturoval, pracoval v obchodní kanceláři v Praze. I přes odpor svých sourozenců odjel v roce 1925 do italské Perosy Argentiny u Turína, aby vstoupil do řádu salesiánů. Po absolvenci základní formace odcestoval v roce 1927 společně s Josefem Semelou a Františkem Daňkem na misie do Peru. Nejprve působil jako misionář v Arequipě, kde 22. ledna 1928 složil sliby. V letech 1935–1943 působil v Limě a v roce 1936 byl vysvěcen na kněze v Punu.
Šafařík založil v Peru salesiánské domy, školy i dílny. Byl ředitelem mnohých škol, mj. v Punu, Cuzcu, Limě a Callau. V letech 1943–1947 byl ředitelem gymnaziální chlapecké školy v Piuře. Mezi roky 1948 a 1954 byl ředitelem Národního průmyslového institutu Dona Bosca v Arequipě a následně byl ředitelem střední školy Dona Bosca v Punu. Nezapomínal ani na československé emigranty (mnozí z nich přišli jako Baťovi zaměstnanci) a věnoval se jejich pastoraci, konal pro ně církevní obřady a vyučoval češtinu. Spolupracoval a přátelil se s dalším českým salesiánským knězem a botanikem v Peru – Jaroslavem Soukupem.
Využil i možnost vrátit se do rodné Hostivice, navštívil ji v letech 1963, 1971, 1973 a 1982 a ačkoliv se chtěl usadit v Československu, komunistickými úřady mu to bylo znemožněno, ostatně zde salesiánský řád existoval jen v ilegalitě.
V roce 1969 inicioval sloužení mše evropských kněží za upáleného Jana Palacha a v roce 1972 se účastnil odhalení kříže, který připomínal tragédii československé horolezecké výpravy na Huascarán.
Josef Šafařík byl považován za průkopníka peruánského školství a byl oceňován i vládními orgány: u příležitosti jeho 80. narozenin v roce 1986 byla uspořádána oslava a ministr školství (zřejmě Grover Pango Vildoso) mu předal vládní vyznamenání. Když pak v roce 1987 zemřel v Piuře v salesiánském domově, který založil, byl ve městě vyhlášen smutek a přišli se s ním rozloučit i zástupci vlády. Šafařík je pohřben v Pamětní síni salesiánů.
V Piuře je po něm pojmenována salesiánská škola C.E.P. Mixto Padre Jose Safarik (Javurek).